# Иловайская улица (Москва)
Илова́йская у́лица — улица, расположенная в Юго-Восточном административном округе города Москвы на территории районов Марьино и Люблино. 

## История
Улица названа по городу Иловайск (Донецкая область, Украина) в связи с расположением на юго-востоке Москвы. До 31 декабря 1968 года — Южная улица.

## Расположение
Иловайская улица является продолжением Графитного проезда. Начинается от улицы Нижние поля, идёт на северо-запад. В месте, где справа к улице примыкает Кузнечный тупик, улица делает изгиб, меняя направление с северо-западного на юго-западное. Идёт далее, пересекая железную дорогу Курского направления МЖД через Южный тоннель. Делает ещё два изгиба, меняя направление на западное. В месте, где Иловайская улица пересекает Шоссейную улицу, она заканчивается, переходя в Батюнинскую улицу.

## Примечательные здания и сооружения
- Дом 9, стр. 1, 2, 3, 4, 5, 6, 7 — «Студенческий городок» Православного Свято-Тихоновского гуманитарного университета.Железнодорожная казарма 1900-х годов

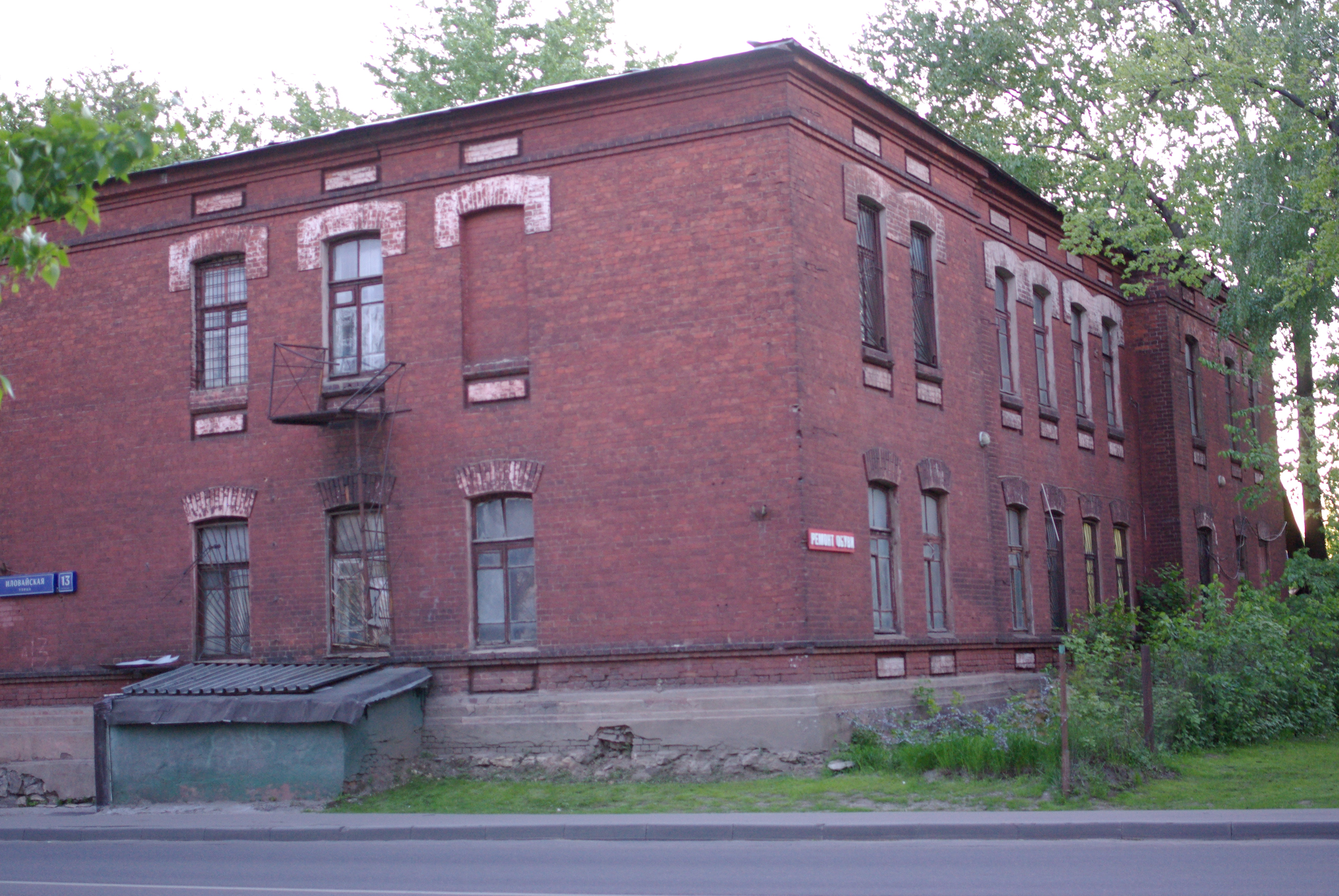
Железнодорожная казарма 1900-х годов

## Транспорт

### Метро
- Станция метро «Братиславская» Люблинско-Дмитровской линии — в 1 км на северо-восток от пересечения с улицей Нижние Поля.

### Железнодорожный транспорт
- Платформа Перерва — в 300 м на северо-восток от одноимённой остановки на Иловайской улице (в месте пересечения с улицей Кузнечный тупик).

### Автобус
- 35: Курьяново — метро «Люблино» (проходит по всей улице).
- 646: Марьино — метро «Печатники» (проходит по всей улице).
- 749: метро «Братиславская» — платформа Перерва (от улицы Нижние поля до Кузнечного тупика).